# 瀋陽中沢足球倶楽部
瀋陽中沢足球倶楽部（しんようちゅうたく-）は、中華人民共和国の遼寧省瀋陽市を本拠地としていたサッカークラブである。

## 歴史
- 2009年8月 - クラブの前身である天津潤宇隆足球倶楽部ができる。当時はアマチュアリーグに参加していた。
- 2010年 - クラブをプロ化することを決め、3年以内の甲級リーグ昇格を目標として掲げる。
- 2011年1月 - 既に甲級リーグに参加していた安徽九方足球倶楽部と協議し、安徽九方を吸収合併することで合意[1][2]。そのまま甲級リーグに参加することとなる。
- 2011年4月 - 安徽九方を吸収合併したものの、クラブは資金難に陥り、所属選手の練習ボイコット事件が起こる[3]。
- 2011年7月9日 - クラブは瀋陽瀋北足球倶楽部股份有限公司と協議し、その傘下に入ることが決まる。同時に現在の名称に改められ、ホームタウンを瀋陽市瀋北新区に移転する[4]。
- 2013年12月 - 遼寧中沢集団が瀋陽瀋北足球倶楽部の株式を100％取得、2014年の甲級リーグより瀋陽中沢足球倶楽部として参戦することが決まる[5]。
- 2015年2月 - 解散。

## 過去の成績
- 2011年 - 甲級リーグ 6位
- 2012年 - 甲級リーグ 12位
- 2013年 - 甲級リーグ 6位

## 歴代監督
- アリー・ハーン 2012
- 劉志才 2013-2014
- 李金羽 2014

## 歴代所属選手
- ジョゼ・フィーリョ・ドゥアルテ 2011-2014
- ダリオ・ダバツ 2012
- 柳超 2012-2014
- 金根哲 2013
- エリク・ムルンギ 2014